# هیدماسا سانو
هیدماسا سانو (به انگلیسی: Hidemasa Sano) (زادهٔ ۲۸ مهٔ ۱۹۸۴) شناگر اهل ژاپن است.